# Кели, Джованни
Джованни Кели (итал. Giovanni Cheli; 4 октября 1918, Турин, королевство Италия — 8 февраля 2013, Рим, Италия) — итальянский куриальный кардинал и ватиканский дипломат. Постоянный наблюдатель Святого Престола в ООН с 25 июля 1973 по 18 сентября 1986. Титулярный архиепископ Санта Джусты и апостольский нунций с 8 сентября 1978 по 21 февраля 1998. Про-председатель Папского Совета по Пастырскому попечению о мигрантах и странствующих с 18 сентября 1986 по 1 марта 1989. Председатель Папского Совета по Пастырскому попечению о мигрантах и странствующих по 1 марта 1989 по 15 июня 1998. Кардинал-дьякон с титулярной диаконией Санти-Косма-э-Дамиано с 21 февраля 1998 по 1 марта 2008. Возведён в кардиналы-священники с титулом церкви pro hac vice Санти-Косма-э-Дамиано с 1 марта 2008.
Наряду с Акилле Сильвестрини и Пио Лаги, был одним из наиболее видных ватиканских дипломатов при папе римском Иоанне Павле II.

## Ранние годы, образование и священство
Родился Джованни Кели 4 октября 1918 года, в Турине. Кели получил образование в семинарии Асти и скоро развил своё умение в каноническом праве. В Папском Латеранском университете в Риме он получил свою докторантуру по тому же предмету в 1942 году, в этом же университете Кели получил лиценциат в богословии. Так же закончил Папскую Церковную академию в Риме (дипломатия).
Кели был рукоположён в священника 21 апреля 1942 года. Кели возвратился в приход Асти и стал епархиальным заместителем духовного наставника молодых людей Католического Действия.

## На дипломатической службе Ватикана
После пастырской работы в Риме, в 1952 году, он поступил на дипломатическую службу Ватикана. Сверхштатный тайный камергер Его Святейшества, со 2 марта 1953 года, подтверждено 28 октября 1958 года. Сначала, Кели имел младшую должность атташе нунциатуры в Гватемале, но поднялся к более важным постам в Испании и Италии соответственно: секретарь нунциатуры в Испании в 1955—1962 годах. В течение этого периода Кели продолжил исполнять пастырскую работу в Мадриде. Советник нунциатуры в Италии в 1962—1967 годах. Придворный прелат Его Святейшества с 1 марта 1965 года. А позднее он работал для Папского Совета по общественных делам с 1967 года по 1973 год.

## Церковный дипломат
Место Кели как главного ватиканского дипломата, однако, было закреплено только, когда он стал Постоянным представителем Святого Престола при Организации Объединённых Наций 25 июля 1973 года и снова в 1976 году. К этому времени Кели был известен своим знанием проблем Ватикана, с которыми он сталкивается касательно коммунистических стран Восточной Европы, и было естественно, что он скоро станет епископом, что и произошло в 1978 году, будучи рукоположённым в период необычно короткого понтификата папы римского Иоанна Павла I.
8 сентября 1978 года, назначен титулярным архиепископом Санта Джусты и назван апостольским нунцием. Ординация состоялась 16 сентября 1978 года, в Ватикане, проводил хиротонию кардинал Жан Вийо — епископ с титулом субурбикарной епархии Фраскати, государственный секретарь Святого Престола, префект Папского Совета по общественным делам Церкви, камерленго Святой Римской Церкви, которому помогали и сослужили титулярный архиепископ Аполлонии, Джузеппе Каприо — заместитель государственного секретаря, и титулярный архиепископ Картаго Агостино Казароли — секретарь Священной Конгрегации чрезвычайных церковных дел.
Его сочетание знания Курии и пастырской заботы подготавливала Кели идеально для роли председателя Папского Совета по пастырскому попечению о мигрантах и странствующих, который он занимал непрерывно в течение двух десятилетий после начала понтификата Иоанна Павла II.

## Кардинал
Иоанн Павел II возвёл Кели в кардиналы-дьяконы с титулярной диаконией Санти-Косма-э-Дамиано на консистории от 24 февраля 1998 года. Это было отмечено как награда за его службу ватиканским дипломатом, но его возведение было почти разочарованием, потому что в течение этого же года он пропустил возрастной предел для голосования на Конклаве, то есть достиг восьмидесяти лет и потерял право на участие в Конклавах.
21 июня 2012 года отпраздновал семидесятилетие своей священнической ординации.

## Взгляды

### На вторжение в Ирак
В других отношениях, также, Кели стал странно откровенным для кардинала, назначенного Иоанном Павлом II. В Римско-католической церкви он был наиболее резким критиком вторжения США в Ирак с 2001 года.

### На возрастной предел для кардиналов
Начиная с достижения восьмидесяти лет, кардиналы Кели и Сильвестрини стали рассматриваться как наиболее резкие критики правил о кардиналах достигших восьмидесятилетнего возраста и потерявших право на участие в Конклавах, Кели на восьмидесятом дне рождения Сильвестрини (пятью годами после своего восьмидесятилетия) высказался The Observer в декабре 2003 года:
«Это большое лишение для кардиналов. Может быть различные ограничения могут быть использованы в будущем. Возможно те, чьи умы потеряны, не должны голосовать. Мы все знаем, кто они. И некоторые из них находятся в свои семьдесят».

### На куриальные назначения
Позднее, он высказал свою критику части назначений папы римского Бенедикта XVI в пределах Римской Курии: Кели полагал, что Бенедикт XVI не принимал во внимание соответствующий дипломатический опыт при выборе прелатов для Государственного секретариата Святого Престола. 1 марта 2008 года он был возведён в кардиналы-священники. Его титулярная диакония была возведена pro hac vice к титулярной церкви после 10 лет пребывания его в сане кардинала-дьякона.

## Кончина
Кардинал Джованни Кели скончался 8 февраля 2013 года в Риме.